# Laurence Olivier Award for Best Performance in a Supporting Role in a Musical
Der Laurence Olivier Award for Best Performance in a Supporting Role in a Musical (deutsch: Laurence Olivier Auszeichnung für die beste Leistung in einer Nebenrolle in einem Musical) ist ein britischer Theater- und Musicalpreis, der erstmals 1991 vergeben wurde.

## Geschichte und Hintergrund
Die Laurence Olivier Awards werden seit 1976 jährlich in zahlreichen Kategorien von der Society of London Theatre vergeben. Sie gelten als höchste Auszeichnung im britischen Theater und sind vergleichbar mit den Tony Awards am amerikanischen Broadway. Ausgezeichnet werden herausragende Darsteller und Produktionen einer Theatersaison, die im Londoner West End zu sehen waren. Die Nominierten und Gewinner der Laurence Olivier Awards „werden jedes Jahr von einer Gruppe angesehener Theaterfachleute, Theaterkoryphäen und Mitgliedern des Publikums ausgewählt, die wegen ihrer Leidenschaft für das Londoner Theater“ bekannt sind. Eine der Preiskategorien ist der Laurence Olivier Award for Best Performance in a Supporting Role in a Musical. Er wird seit 1991 an männliche oder weibliche Darsteller vergeben. Ab dem Jahr 2015 wurde die Kategorie in die beiden Auszeichnungen Laurence Olivier Award for Best Actor in a Supporting Role in a Musical und Laurence Olivier Award for Best Actress in a Supporting Role in a Musical aufgeteilt.

## Gewinner und Nominierte
Die Übersicht der Gewinner und Nominierten listet pro Jahr die nominierten Schauspieler sowie ihre Rollen in den Musicals. Der Gewinner eines Jahres ist grau unterlegt und fett angezeigt.

### 1991–1999
| Jahr                    | Darsteller                                     | Musical               | Rolle                      |
| 1991                    |                                                |                       |                            |
| ----------------------- | ---------------------------------------------- | --------------------- | -------------------------- |
| 1991                    | Karla Burns                                    | Show Boat             | Queenie                    |
| 1991                    | Sandra Browne                                  | The King and I        | Lady Thiang                |
| 1991                    | Clive Carter                                   | Into the Woods        | Cinderella’s Prince / Wolf |
| 1992                    |                                                |                       |                            |
| Jenny Galloway          | The Boys from Syracuse                         | Luce                  |                            |
| Gregg Baker             | Carmen Jones                                   | Frankie               |                            |
| Karen Parks             | Carmen Jones                                   | Myrt                  |                            |
| Martin Smith            | A Swell Party                                  | Soloist               |                            |
| 1993                    |                                                |                       |                            |
| Janie Dee               | Carousel                                       | Carrie Pipperidge     |                            |
| Ian Bartholomew         | Radio Times                                    | Wilf                  |                            |
| Clive Rowe              | Carousel                                       | Enoch Snow            |                            |
| Chris Langham           | Crazy for You                                  | Bella Zangler         |                            |
| 1994                    |                                                |                       |                            |
| Sara Kestelman          | Cabaret                                        | Frau Schneider        |                            |
| Henry Goodman           | City of Angels                                 | Buddy Fidler          |                            |
| Barry James             | Sweeney Todd: The Demon Barber of Fleet Street | Beadle Bamford        |                            |
| Adrian Lester           | Sweeney Todd: The Demon Barber of Fleet Street | Anthony Hope          |                            |
| 1995                    |                                                |                       |                            |
| Tracie Bennett          | She Loves Me                                   | Ilona                 |                            |
| Sharon D. Clarke        | Once on This Island                            | Asaka                 |                            |
| Tara Hugo               | The Threepenny Opera                           | Jenny                 |                            |
| Berry Jones             | She Loves Me                                   | Stephen Kodaly        |                            |
| 1996                    |                                                |                       |                            |
| Sheila Gish             | Company                                        | Joanne                |                            |
| John Bennet             | Jolson                                         | Epstein               |                            |
| Siân Phillips           | A Little Night Music                           | Madame Armfeldt       |                            |
| Sophie Thompson         | Company                                        | Amy                   |                            |
| 1997                    |                                                |                       |                            |
| Clive Rowe              | Guys and Dolls                                 | Nicely Nicely Johnson |                            |
| James Gillan            | Tommy                                          | Uncle Ernie           |                            |
| Hugh Ross               | Passion                                        | Doctor Tambourri      |                            |
| Tony Selby              | Paint Your Wagon                               | Ben Rumson            |                            |
| 1998                    |                                                |                       |                            |
| James Dreyfus           | Lady in the Dark                               | Russell Paxton        |                            |
| Nicky Henson            | Enter the Guardsman                            | Dramatiker / Erzähler |                            |
| April Nixon             | Damn Yankees                                   | Lola                  |                            |
| Issy Van Randwyck       | Kiss Me, Kate                                  | Bianca / Lois Lane    |                            |
| 1999                    |                                                |                       |                            |
| Shuler Hensley          | Oklahoma!                                      | Jud Fry               |                            |
| Wilson Jermaine Heredia | Rent                                           | Angel Dumott Schunard |                            |
| Jimmy Johnston          | Oklahoma!                                      | Will Parker           |                            |
| Andrew Kennedy          | Annie                                          | Rooster Hannigan      |                            |

### 2000–2009
| Jahr                | Darsteller              | Musical                          | Rolle                    |
| 2000                |                         |                                  |                          |
| ------------------- | ----------------------- | -------------------------------- | ------------------------ |
| 2000                | Jenny Galloway          | Mamma Mia!                       | Rosie Mulligan           |
| 2000                | Joseph Alessi           | Animal Crackers                  | Emanuel Ravelli          |
| 2000                | Steven Houghton         | Spend Spend Spend                | Keith Nicholson          |
| 2000                | Louise Plowright        | Mamma Mia!                       | Tanya Chesham-Leigh      |
| 2000                | Denis Quilley           | Candide                          | Baron Von Thunder/Martin |
| 2001                |                         |                                  |                          |
| Miles Western       | Pageant                 | Miss West Coast                  |                          |
| Rosemary Ashe       | The Witches of Eastwick | Felicia Gabriel                  |                          |
| Rebecca Thornhill   | Singin’ in the Rain     | Lina Lamont                      |                          |
| Taewon Yi Kim       | The King and I          | Lady Thiang                      |                          |
| 2002                |                         |                                  |                          |
| Martyn Jacques      | Shockheaded Peter       | Darsteller                       |                          |
| Nancy Anderson      | Kiss Me, Kate           | Bianca / Lois Lane               |                          |
| Michael Berresse    | Kiss Me, Kate           | Bill Calhoun                     |                          |
| Nicholas Le Prevost | My Fair Lady            | Colonel Hugh Pickering           |                          |
| 2003                |                         |                                  |                          |
| Paul Baker          | Taboo                   | Philip Sallon                    |                          |
| Sharon D. Clarke    | We Will Rock You        | Killer Queen                     |                          |
| Jenny Galloway      | My One and Only         | Mickey                           |                          |
| Nichola McAuliffe   | Chitty Chitty Bang Bang | Baroness Bomburst                |                          |
| Craig Urbani        | Contact                 | Darsteller                       |                          |
| 2004                |                         |                                  |                          |
| The Chorus          | Jerry Springer          | The Studio Audience              |                          |
| Tracie Bennett      | High Society            | Liz                              |                          |
| Richard Henders     | Pacific Overtures       | Manjiro                          |                          |
| Jérôme Pradon       | Pacific Overtures       | Shogun’s Mother / French Admiral |                          |
| Matthew White       | Ragtime                 | Younger Brother                  |                          |
| 2005                |                         |                                  |                          |
| Conleth Hill        | The Producers           | Roger de Bris                    |                          |
| Michael Crawford    | The Woman in White      | Count Fosco                      |                          |
| David Haig          | Mary Poppins            | George Banks                     |                          |
| 2006                |                         |                                  |                          |
| Celia Imrie         | Acorn Antiques          | Miss. Babs                       |                          |
| Tameka Empson       | The Big Life            | Mrs. Aphrodite                   |                          |
| Tim Healy           | Billy Elliot            | Dad                              |                          |
| Scarlett Strallen   | H.M.S. Pinafore         | Josephine                        |                          |
| 2007                |                         |                                  |                          |
| Sheila Hancock      | Cabaret                 | Frau Schneider                   |                          |
| Anna Francolini     | Caroline, or Change     | Rose                             |                          |
| Tom Goodman-Hill    | Spamalot                | Sir Lancelot                     |                          |
| Summer Strallen     | The Boy Friend          | Maisie                           |                          |
| 2008                |                         |                                  |                          |
| Tracie Bennett      | Hairspray               | Velma Von Tussle                 |                          |
| Elinor Collett      | Hairspray               | Penny Pingleton                  |                          |
| Shaun Escoffery     | Parade                  | Jim Conley                       |                          |
| Alistair McGowan    | Little Shop of Horrors  | Orin Scrivello                   |                          |
| 2009                |                         |                                  |                          |
| Lesli Margherita    | Zorro                   | Inez                             |                          |
| Alexander Hanson    | Marguerite              | Otto                             |                          |
| Katherine Kingsley  | Piaf                    | Marlene Dietrich                 |                          |
| Jason Pennycooke    | La Cage aux Folles      | Jacob                            |                          |
| Dave Willetts       | Sunset Boulevard        | Max                              |                          |

### 2010–2014
| Jahr               | Darsteller                        | Musical                    | Rolle           |
| 2010               |                                   |                            |                 |
| ------------------ | --------------------------------- | -------------------------- | --------------- |
| 2010               | Iwan Rheon                        | Spring Awakening           | Moritz          |
| 2010               | Sheila Hancock                    | Sister Act                 | Mother Superior |
| 2010               | Maureen Lipman                    | A Little Night Music       | Madame Armfeldt |
| 2010               | Kelly Price                       | A Little Night Music       | Anne Egerman    |
| 2011               |                                   |                            |                 |
| Jill Halfpenny     | Legally Blonde                    | Paulette Bonafonté         |                 |
| Josefina Gabrielle | Sweet Charity                     | Nickie                     |                 |
| Summer Strallen    | Love Never Dies                   | Meg Giry                   |                 |
| Michael Xavier     | Into the Woods                    | Cinderella’s Prince / Wolf |                 |
| 2012               |                                   |                            |                 |
| Nigel Harman       | Shrek                             | Lord Farquaad              |                 |
| Sharon D. Clarke   | Ghost                             | Oda Mae Brown              |                 |
| Sophie-Louise Dann | Lend Me a Tenor                   | Diana Divane               |                 |
| Paul Kaye          | Matilda                           | Mr. Wormwood               |                 |
| Katherine Kingsley | Singin’ in the Rain               | Lina Lamont                |                 |
| 2013               |                                   |                            |                 |
| Leigh Zimmerman    | A Chorus Line                     | Sheila                     |                 |
| Adam Garcia        | Kiss Me, Kate                     | Bill Calhoun               |                 |
| Debbie Kurup       | The Bodyguard                     | Nicki Marron               |                 |
| Siân Phillips      | Cabaret                           | Fraulein Schneider         |                 |
| 2014               |                                   |                            |                 |
| Stephen Ashfield   | The Book of Mormon                | Elder McKinley             |                 |
| Colman Domingo     | The Scottsboro Boys               | Mr. Bones                  |                 |
| Josefina Gabrielle | Merrily We Roll Along             | Gussie                     |                 |
| Nigel Planer       | Charlie and the Chocolate Factory | Grandpa Joe                |                 |

## Statistik

### Gewinne
- 2 Gewinne: Tracie Bennett und Jenny Galloway

### Nominierungen
- 3 Nominierungen: Tracie Bennett, Sharon D. Clarke und Jenny Galloway
- 2 Nominierungen: Josefina Gabrielle, Sheila Hancock, Katherine Kingsley, Siân Phillips, Clive Rowe und Summer Strallen